# Jung Soo-keun
Jung Soo-keun, född den 20 januari 1977, är en sydkoreansk före detta basebollspelare som tog brons för Sydkorea vid olympiska sommarspelen 2000 i Sydney.